# Soap Opera (film 1964)
Soap Opera è un mediometraggio drammatico del 1964 scritto e diretto da Andy Warhol. È sottotitolato The Lester Persky Story, poiché utilizzava i vecchi filmati pubblicitari forniti da Lester Persky.

## Trama
Immagini silenziose di un dramma domestico interrotte da pubblicità televisive ad alto volume.

## Distribuzione
Il film venne proiettato per la prima volta nel giugno 1964.